# Danny Carvajal
Dany Gabriel Carvajal Rodríguez (San Ramón, 8 gennaio 1989) è un calciatore costaricano, portiere del San Carlos.

## Carriera

### Nazionale
Viene convocato per la Copa América Centenario negli Stati Uniti, in sostituzione dell'infortunato Keylor Navas.

## Palmarès

### Club

#### Competizioni nazionali
- Coppa della Costa Rica: 1

Saprissa: 2013
- Campionato costaricano: 4

Saprissa: Verano JPS 2014, Invierno JPS 2014, Invierno Banco Popular 2015, Invierno 2016

## Statistiche

### Cronologia presenze e reti in nazionale
| Cronologia completa delle presenze e delle reti in nazionale ― Costa Rica | Cronologia completa delle presenze e delle reti in nazionale ― Costa Rica | Cronologia completa delle presenze e delle reti in nazionale ― Costa Rica | Cronologia completa delle presenze e delle reti in nazionale ― Costa Rica | Cronologia completa delle presenze e delle reti in nazionale ― Costa Rica | Cronologia completa delle presenze e delle reti in nazionale ― Costa Rica | Cronologia completa delle presenze e delle reti in nazionale ― Costa Rica | Cronologia completa delle presenze e delle reti in nazionale ― Costa Rica |
| Data                                                                      | Città                                                                     | In casa                                                                   | Risultato                                                                 | Ospiti                                                                    | Competizione                                                              | Reti                                                                      | Note                                                                      |
| ------------------------------------------------------------------------- | ------------------------------------------------------------------------- | ------------------------------------------------------------------------- | ------------------------------------------------------------------------- | ------------------------------------------------------------------------- | ------------------------------------------------------------------------- | ------------------------------------------------------------------------- | ------------------------------------------------------------------------- |
| 18-1-2017                                                                 | Panama                                                                    | Costa Rica                                                                | 0 – 0                                                                     | Nicaragua                                                                 | Coppa centroamericana 2017                                                | -                                                                         |                                                                           |
| 22-1-2017                                                                 | Panama                                                                    | Panama                                                                    | 1 – 0                                                                     | Costa Rica                                                                | Coppa centroamericana 2017                                                | -1                                                                        |                                                                           |
| 15-7-2017                                                                 | Frisco                                                                    | Costa Rica                                                                | 3 – 0                                                                     | Guyana                                                                    | Gold Cup 2017 - 1º turno                                                  | -                                                                         |                                                                           |
| 11-11-2017                                                                | Malaga                                                                    | Spagna                                                                    | 5 – 0                                                                     | Costa Rica                                                                | Amichevole                                                                | -5                                                                        |                                                                           |
| Totale                                                                    |                                                                           | Presenze                                                                  | 4                                                                         |                                                                           | Reti                                                                      | -6                                                                        |                                                                           |